# Athlon 64 X2
Athlon 64 X2 (произносится атло́н 64 экс 2) компании AMD является первым двухъядерным процессором для настольных компьютеров.
Этот процессор содержит два ядра Athlon 64, выполненных на одном кристалле. Ядра имеют в своём распоряжении общий двухканальный контроллер памяти / северный мост и дополнительную логику управления. Первоначальные версии основаны на Athlon 64 степпинга E и, в зависимости от модели, имеют 512 или 1024 КБ кэша второго уровня на каждое ядро. Athlon 64 X2 поддерживает набор инструкций SSE3 (которые ранее поддерживались только процессорами компании Intel), что позволило запускать с максимальной производительностью код, оптимизированный для процессоров Intel. Эти улучшения не уникальны для Athlon 64 X2 и также имеются в релизах процессоров Athlon 64, построенных на ядрах Venice, San Diego и Newark.
AMD официально начала поставки Athlon 64 X2 на выставке Computex 1 июня 2005 года.

## Преимущества
Основным преимуществом двухъядерных процессоров является возможность разделения запущенных программ на несколько одновременно выполняемых потоков. Способность процессора выполнять одновременно несколько программных потоков называется параллелизм на уровне потоков (thread-level parallelism или (TLP)). 

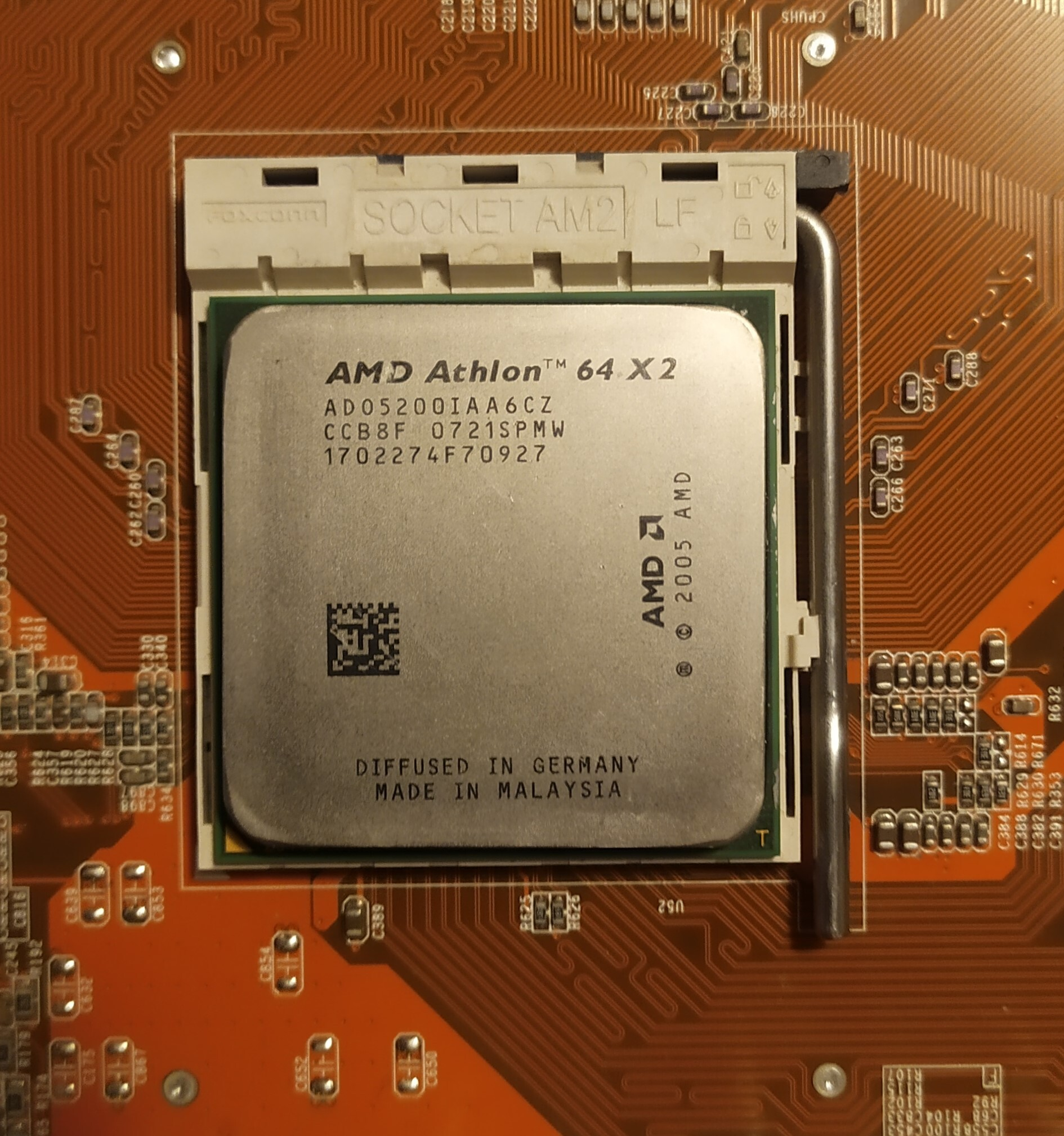
Athlon 64 X2 5200+

 При размещении двух ядер на одном кристалле Athlon 64 X2 обладает двойным TLP по сравнению с одноядерным Athlon 64 при той же скорости. Необходимость в TLP зависит от конкретной ситуации в большей степени и в некоторых ситуациях она просто бесполезна. Большинство программ написаны с расчётом на работу в однопоточном режиме, и поэтому они просто не могут задействовать вычислительные мощности второго ядра, в то же время операционная система, поддерживающая двухъядерные процессоры (например, Windows XP SP2 и выше) использует вычислительные мощности второго ядра для собственных системных процессов.
Программы, написанные с учётом работы в многопоточном режиме и способные использовать вычислительные мощности второго ядра, включают в себя множество приложений для обработки музыки и видео, а также специфические профессиональные программы рендеринга. Программы с высоким TLP чаще используются в серверах/рабочих станциях, чем на стандартных настольных компьютерах. Многозадачность позволяет запустить множество потоков задач; интенсивное использование многозадачности становится актуально при запуске в одно и то же время более двух приложений.
Имея два ядра, Athlon 64 X2 обладает увеличенным количеством транзисторов на кристалле. Процессор Athlon 64 X2 с 1МБ КЭШа 2-го уровня имеет 233.2 миллиона транзисторов, в отличие от Athlon 64, имевшего всего 114 миллионов транзисторов. Такие размеры требуют использования для производства более тонкого технологического процесса, который позволяет добиться выхода необходимого количества исправных процессоров с одной кремниевой пластины.

## ЦПУ ядра

### Athlon 64 X2

#### Manchester (90 нмSOI)
- Степпинг ЦПУ: E4
- L1-КЭШ: 64 + 64 КБ (Данные + Инструкции), на ядро
- L2-КЭШ: 256, 512 КБ полноскоростной, на ядро
- Поддержка: MMX, Расширенный 3DNow!, SSE, SSE2, SSE3, AMD64, Cool'n'Quiet, NX Bit
- Socket 939, HyperTransport (1000 MHz, HT1000)
- Напряжения питания: 1.35 В — 1.4 В
- Потребление энергии (TDP): 89 Watt
- Впервые представлен: 1 августа 2005
- Диапазон частот: 2000—2400 MHz
  - 256 KБ L2-КЭШ:
    - 3600+: 2000 MHz

  - 512 KБ L2-КЭШ:
    - 3800+: 2000 MHz
    - 4200+: 2200 MHz
    - 4600+: 2400 MHz (110 Watt TDP)

#### Toledo (90 нмSOI)
- Степпинг ЦПУ: E6

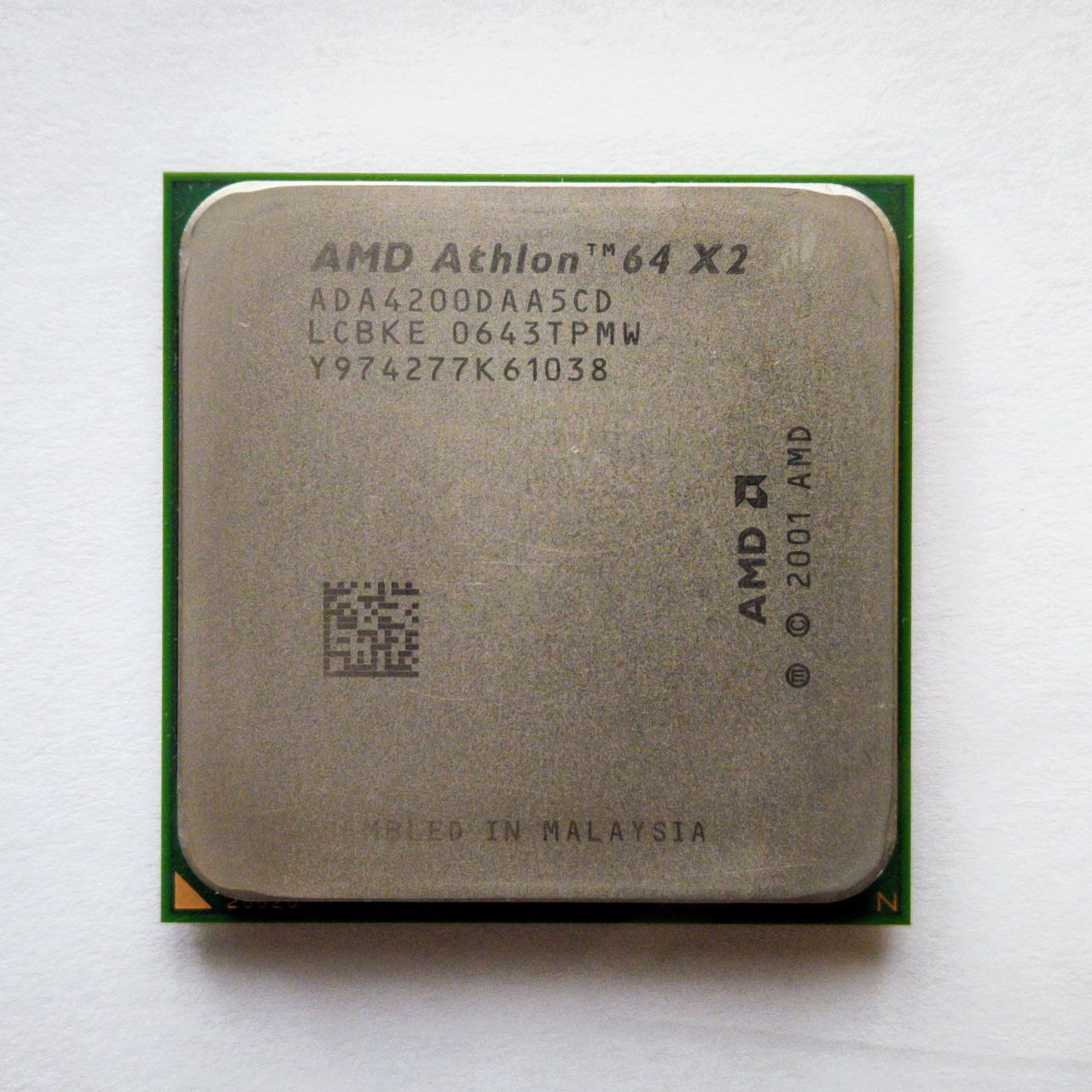
AMD Athlon 64 X2 4200+ (ADA4200DAA5CD)

- L1-КЭШ: 64 + 64 КБ (Данные + Инструкции), на ядро
- L2-КЭШ: 512 или 1024 КБ полноскоростной, на ядро
- Поддержка: MMX, Расширенный 3DNow!, SSE, SSE2, SSE3, AMD64, Cool'n'Quiet, NX Bit
- Socket 939, HyperTransport (1000 MHz, HT1000)
- Напряжения питания: 1.35 В — 1.4 В
- Потребление энергии (TDP):
  - 110 Watt: 4400+, 4600+ И 4800+
- Впервые представлен: 21 апреля 2005
- Диапазон частот: 2000—2400 MHz
  - 512 KБ L2-КЭШ:
    - 3800+: 2000 MHz
    - 4200+: 2200 MHz
    - 4600+: 2400 MHz

  - 1024 KБ L2-КЭШ:
    - 4400+: 2200 MHz
    - 4800+: 2400 MHz

#### Windsor (90 нмSOI)
- Степпинг ЦПУ: F2, F3
- L1-КЭШ: 64 + 64 КБ (Данные + Инструкции), на ядро
- L2-КЭШ: 256, 512 или 1024 КБ полноскоростной, на ядро
- Поддержка: MMX, Расширенный 3DNow!, SSE, SSE2, SSE3, AMD64, Cool'n'Quiet, NX Bit, AMD-V
- Socket AM2, HyperTransport (1000 MHz, HT1000)
- Напряжения питания: 1.25 В — 1.35 В
- Потребление энергии (TDP):
  - 35 Watt (3800+ EE SFF)
  - 65 Watt (3600+ to 5200+ EE)
  - 89 Watt (3800+ to 6000+)
  - 125 Watt (6000+ to 6400+)
- Впервые представлен: 23 мая 2006
- Диапазон частот: 2000 MHz — 3200 MHz
  - 256 KБ L2-КЭШ:
    - 3600+: 2000 MHz

  - 512 KБ L2-КЭШ: (часто путают с Brisbane ядром)
    - 3800+: 2000 MHz
    - 4200+: 2200 MHz
    - 4600+: 2400 MHz (F2&F3)
    - 5000+: 2600 MHz (F2&F3)
    - 5400+: 2800 MHz (F3)

  - 1024 KБ L2-КЭШ:
    - 4000+: 2000 MHz
    - 4400+: 2200 MHz
    - 4800+: 2400 MHz
    - 5200+: 2600 MHz (F2&F3)
    - 5600+: 2800 MHz (F3)
    - 6000+: 3000 MHz (F3)
    - 6400+: 3200 MHz (F3)

#### Brisbane (65 нмSOI)
- Степпинг ЦПУ: G1, G2

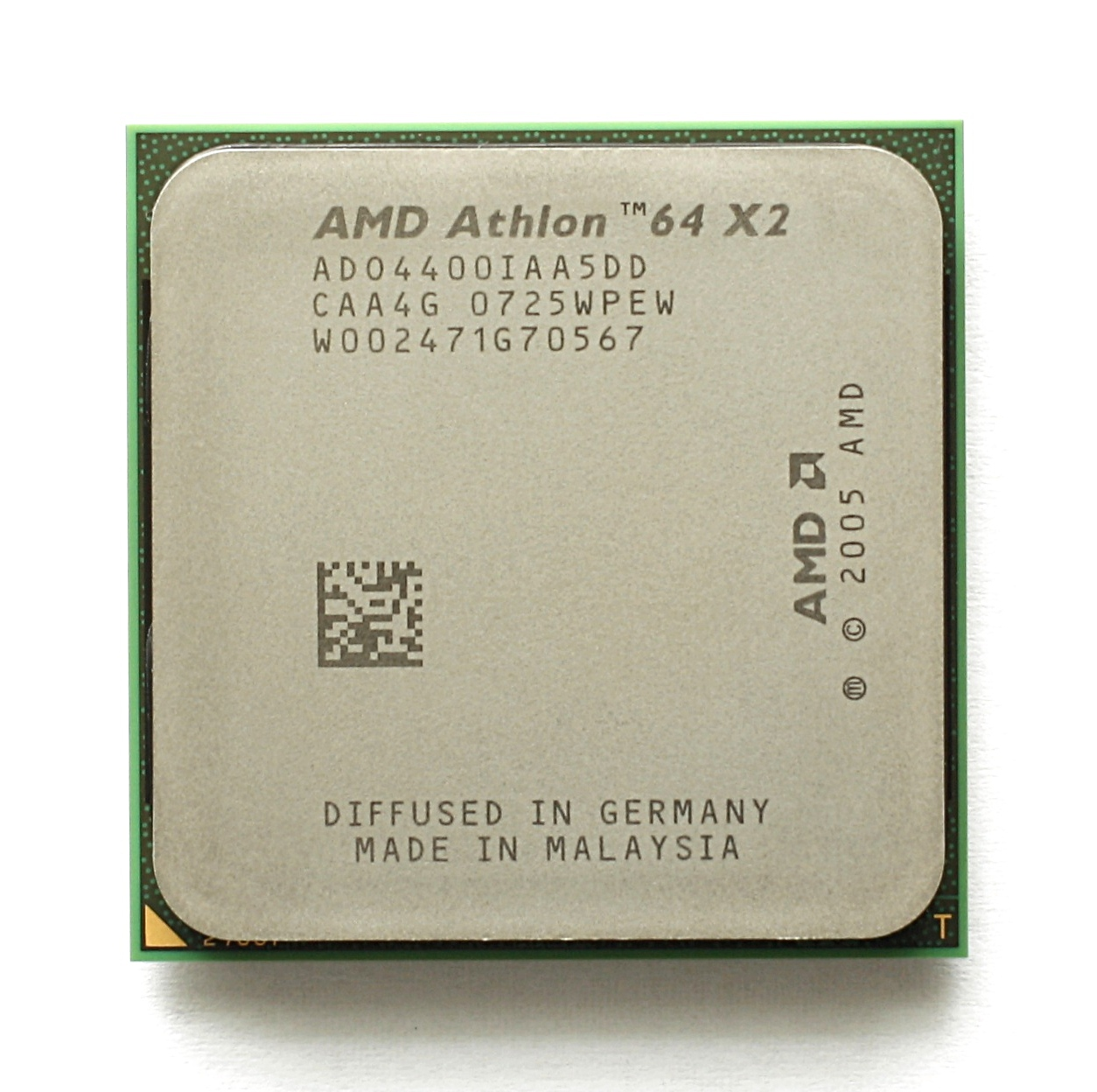
AMD Athlon 64 X2 4400+, Brisbane.

- L1-КЭШ: 64 + 64 КБ (Данные + Инструкции), на ядро
- L2-КЭШ: 512 КБ полноскоростной, на ядро
- Поддержка: MMX, Расширенный 3DNow!, SSE, SSE2, SSE3, AMD64, Cool'n'Quiet, NX Bit, AMD-V
- Socket AM2, HyperTransport (1000 MHz, HT1000)
- Напряжения питания: 1.25 В — 1.35 В
- Размер кристалла: 126 мм²
- Потребление энергии (TDP): 65 Watt / 89 Watt
- Впервые представлен: 5 декабря 2006
- Диапазон частот: 1900 MHz — 3100 MHz
  - 3600+: 1900 MHz (G1)
  - 3800+: 2000 MHz
  - 4000+: 2100 MHz
  - 4200+: 2200 MHz (G1&G2)
  - 4400+: 2300 MHz (G1&G2)
  - 4600+: 2400 MHz (G2)
  - 4800+: 2500 MHz (G1&G2)
  - 5000+: 2600 MHz (G1&G2)
  - 5200+: 2700 MHz (G1&G2)
  - 5400+: 2800 MHz (G2)
  - 5600+: 2900 MHz (G2)
  - 5800+: 3000 MHz (G2)
  - 6000+: 3100 MHz (G2)

### Athlon X2
'64 'Было исключено из названия Brisbane' BE 'серии; 64-разрядная маркетинговая кампания,
инициированная AMD стала незначительной, так как практически все потребительские процессоры стали 64-битными процессорами.
Ножки процессора изготовлены не из золота

#### Brisbane (65 нмSOI)
- Степпинг ЦПУ: G1, G2
- L1-КЭШ: 64 + 64 КБ (Данные + Инструкции), на ядро
- L2-КЭШ: 512 КБ полноскоростной, на ядро
- Поддержка: MMX, Расширенный 3DNow!, SSE, SSE2, SSE3, AMD64, Cool'n'Quiet, NX Bit, AMD-V
- Socket AM2, HyperTransport (1000 MHz, HT1000)
- Напряжения питания: 1.15 В — 1.20 В
- Размер кристалла: 118 мм²
- Потребление энергии (TDP): 45 Watt
- Впервые представлен: 1 июня 2007
- Диапазон частот: 1900 MHz — 2600 MHz
  - BE-2300: 1900 MHz (G1&G2)
  - BE-2350: 2100 MHz (G1&G2)
  - BE-2400: 2300 MHz (G2)
  - 4050e: 2100 MHz (G2)
  - 4450e: 2300 MHz (G2)
  - 4850e: 2500 MHz (G2)
  - 5050e: 2600 MHz (G2)

#### Kuma (65 нмSOI)
- AMD K10 Микроархитектура
- Степпинг ЦПУ: B3
- L1-КЭШ: 64 + 64 КБ (Данные + Инструкции), на ядро
- L2-КЭШ: 512 КБ полноскоростной, на ядро
- L3-КЭШ: 2 MБ (общая)
- Поддержка: MMX, SSE, SSE2, SSE3, SSE4a, Расширенный 3DNow!, NX bit, AMD64, Cool'n'Quiet, AMD-V
- Socket AM2+, HyperTransport (1800 MHz, HT3.0)
- Напряжения питания: 1.05 В — 1.25 В
- Размер кристалла: 288 мм²
- Потребление энергии (TDP): 95 Watt
- Впервые представлен: 15 декабря 2008
- Диапазон частот: 2300—2800 MHz
  - 6500BE: 2300 MHz
  - 7450: 2400 MHz
  - 7550: 2500 MHz
  - 7750BE: 2700 MHz
  - 7850BE: 2800 MHz